# Скопин
Скопи́н — город областного значения в Рязанской области России. Административный центр Скопинского района и городского округа город Скопин.

## Физико-географическая характеристика
Географическое положение
Город расположен на реке Вёрде (бассейн Прони), в 109 км от Рязани. Железнодорожная станция на линии Узловая — Ряжск.
Город окружён Скопинским районом. Главной рекой Скопина является Вёрда. В черте города в неё впадает несколько ручьёв.
Часовой пояс
Город Скопин, как и вся Рязанская область, находится в часовой зоне, обозначаемой по международному стандарту как Moscow Time Zone (MSK).
Климат
Климат — умеренно континентальный, характеризующийся тёплым, но неустойчивым летом, умеренно-холодной и снежной зимой. Ветровой режим формируется под влиянием циркуляционных факторов климата и физико-географических особенностей местности. Атмосферные осадки определяются главным образом циклонической деятельностью и в течение года распределяются неравномерно. Осадков выпадает около 553 мм в год, максимум приходится на тёплое время года. Летом случаются засухи. Вегетационный период около 180 дней.
Ниже приведены данные метеостанции «Павелец», расположенной в одноимённом посёлке Скопинского района.
| Показатель                   | Янв. | Фев. | Март | Апр. | Май  | Июнь | Июль | Авг. | Сен. | Окт. | Нояб. | Дек. | Год |
| ---------------------------- | ---- | ---- | ---- | ---- | ---- | ---- | ---- | ---- | ---- | ---- | ----- | ---- | --- |
| Средняя температура, °C      | −8   | −8,6 | −3,2 | 6,1  | 13,4 | 17,1 | 19,1 | 17,4 | 11,6 | 5,2  | −2,1  | −6,7 | 5,1 |
| Норма осадков, мм            | 32   | 30   | 24   | 37   | 37   | 67   | 68   | 57   | 55   | 56   | 40    | 35   | 538 |
| Источник: ФГБУ «ВНИИГМИ-МЦД» |      |      |      |      |      |      |      |      |      |      |       |      |     |

## История
Этимология
Обычно этимологию названия города возводят к легенде о птице скопе.
По одной из версий, рязанский город Ломихвост, упоминаемый в летописном «Списке русских городов дальних и ближних» является древним Скопином и отражает диалектное название птицы скопы — «хищной птицы семейства ястребиных». Также нельзя исключать возможную связь Скопина с княжеским родом Скопиных-Шуйских.
Интересна версия и о том, что название города связано с древнерусским мужским именем или прозвищем Скопа, которое, в свою очередь, происходит либо от глагола «скопить» в значении «сберегать, копить, собирать». Таким образом, Скопой могли называть экономного хозяина, сумевшего приумножить своё состояние. Либо от слова «скоповой» — так в отдельных говорах называли выборного представителя одного села, посылаемого на сход в волостное собрание. Такой человек обычно был грамотным, смекалистым и пользовался уважением и доверием у всего населения.
Также «скоп» — это устаревший синоним слов «запас» или «склад».
Ранее XII в.
Скопин — один из старейших городов Рязанской области. Его окрестности были заселены ещё в неолитическую эпоху. Имеются находки бронзового века, наконечники стрел, кости и зубы мамонтов.
XII—XVII вв.
Согласно археологическим исследованиям, в XII веке вблизи современного Скопина на месте древнего финно-угорского поселения городецкой культуры сложилось городище, укреплённое рвами и валами для защиты от набегов половцев, названное Лихаревским.
К XVI веку был возведён деревянный Скопинский кремль. Здесь начинался юго-восточный отрезок Большой засечной черты, тянувшийся на восток до Шацка. Укрепление располагалось на холме, с запада было защищено рекой Вердой, с севера и северо-запада её притоком — реками Вослебкою и Каликой, а с юга и юго-востока рекой Песоченкой. Помимо этого, с запада находилось обширное Козье Болото. Первое документальное упоминание о городке под именем Скопин относится к концу XVI века. В писцовых книгах Рязанского края, в разделе платёжных книг Пехлецкого стана, Скопин упоминается в 1597 году, как вотчина старого боярского рода Романовых.
В 1629 году Скопин упоминается как посад, огороженный с трёх сторон земляными валами, а со стороны реки Вёрды — рубленной деревянной стеной. На валах и стенах семь деревянных башен и одна земляная, в город ведут единственные ворота.
В 1663 году (по другим данным, в 1597[каким?]) на месте современного города возникла деревянная крепость — острожек, входившая в систему оборонительных сооружений на юго-восточных рубежах Московского государства. С конца XVII века населённый пункт назывался Скопинской слободой.
По тем временам город был достаточно хорошо вооружён. Согласно описи от 1 мая 1688 года, составленной при передаче дел от одного воеводы к другому, в городе имелось 10 пушек длиной аршин с тремя вершками, 5 пушек по 2 аршина без трёх вершков и три кованные пищали, 112 мушкетов, и 27 бердышей. В погребах хранилось 127 пудов пороху, 45 пудов свинца, 500 железных больших ядер, 100 средних и 70 малых. Кроме этого, у стрельцов и казаков имелся 161 мушкет.
В росписном списке от 1 мая 1688 года, при приёме города и вотчинного хозяйства Василием Александровичем Даудовым у воеводы Ивана Поливанова писано: «Город Скопин, на реке Верде; вал земляной, по валу острог дубовой, по острогу оламы рубленые, крыто тесом. Две башни проезжие, на одной вестовой колокол. Шесть башен глухих. Двоих городовых ворот да дву колитков ключи. В городе, на башнях и в пушечном анбаре десять пушек, длина полтретья аршина с вершком, ко всем ядра по три гривенки. Пять пушек, длина по два аршина без трёх вершков, ядра к ним весом по две гривенки без чети. Пушка полтретья аршина с тремя вершки. Пушка трёх аршин без дву вершков. Пушка полтретья аршина с двемя вершки, ко всем трем ядра по гривенке. Погреб новопостроенной казённой, в нём зелья, свинец, пушечные припасы: сто дватцеть семь пуд пушечного и мушкетного пороху в бочки, сорок пять пуд свинцу, пятьсот ядер больших, сто середних, семьдесять малой стати; все железные десять пуд фетелю. В казённой житнице сто двенатцеть мушкетов, и в том числе семь стволин без лож, пятдесят четыре ледунки ветхих, дватцеть семь бердышей и рогатин ветхих же. У Скопинских стрелцов пятдесят один мушкет, семьнатцеть банделер, тритцеть три ледунки у казаков сто шесть ветхих. В городе ж четыре богра железных».
В 1693 году в Скопине был основан Вознесенский женский монастырь.
Во время царствования Петра I Скопин вошёл в состав Азовской губернии, благодаря находившимся в уезде корабельным лесам, которые были использованы для постройки флота.
XVIII—XIX вв.
В 1719 году Скопин был включён в Елецкую провинцию Азовской губернии. С середины 18 века Скопин — в составе Данковского уезда Елецкой провинции Воронежской губернии.
Официально утверждён городом в 1778 году. В 1787 году была открыта первая скопинская школа, которая в 1804 году была заменена приходским училищем. В 1816 (по другим данным, в 1818) году через Скопин проезжал император Александр I, остановившись в доме купца Плетникова. В том же году скопинцы добились открытия в своём городе духовного училища, просуществовавшего более ста лет. По состоянию на 1832 год, в городе имелись каменная Соборная церковь, Духов (бывший Троицкий) монастырь, семь каменных приходских церквей, три часовни, молельная часовня старообрядцев.
Во второй половине XIX века в Скопине значительно развиваются экономические отношения, особенно торговля. Появились мелкие кожевенные, свечносальные, салотопные, мыловаренные, чугунолитейные заводы, маслобойки, крупорушки. В 1860-х гг. крестьянами братьями Оводовыми было основано в городе керамическое производство. В 1863 году был учреждён печально известный Скопинский банк, обанкротившийся в 1882 году. В 1884 году его директор Иван Рыков был осуждён на ссылку в Сибирь за хищения. В 1876 году было открыто реальное училище. 8 декабря 1870 года Скопин становится железнодорожным городом на Ряжско-Вяземской железной дороге. Была налажена добыча угля шахт Подмосковного угольного бассейна, которая привлекла иностранных специалистов и европейский капитал. Франко-Бельгийское акционерное общество под руководством Макса Ганкара владело шахтами до 1918 года, когда был издан Декрет Ленина об их национализации.
XX в.

Во время революционных событий 1917 года в Скопине отмечаются многочисленные митинги и выступления солдат 81 запасного пехотного полка, а также рабочих и крестьян. В марте 1917 г. был организован Совет рабочих депутатов. 4 сентября 1919 года в Скопине проводил митинг Михаил Калинин.
В 1922 году на Побединском руднике была введена в эксплуатацию электростанция мощностью 2250 киловатт. С 12 июня 1929 г. по 23 июля 1930 г. — в составе Тульского округа Московской области. В 1932 году основан Скопинский горный техникум. В 1939 году открылся учительский институт.
В Великой Отечественной войне во время битвы за Москву Скопин стал самой восточной точкой, до которой дошли немецкие войска. 25 ноября 1941 года немецко-фашистские захватчики (это были части 10-й моторизованной дивизии из 2-й танковой армии генерала Г. Гудериана) в составе 30 автомашин пехоты, 80 мотоциклистов, с 4 танками, 3 танкетками, 6 бронемашинами и 4 миномётными лёгкими подразделениями повели наступление на г. Скопин. Местный истребительный отряд в составе 108 человек на подступах к городу вступил с ними в бой, который продолжался 3 часа. За это время гитлеровцы потеряли более 70 человек убитыми и ранеными, 3 автомашины и 4 мотоцикла. Наши потери: 4 убитых, 6 ранено. За сутки было полностью разрушено городское хозяйство, 28 человек были расстреляны, из них 6 рабочих пекарни, 6 трактористов, 2 пенсионера и ряд других работников. Оккупанты пробыли в городе чуть более суток. 26 ноября силами добровольцев и бойцов 84-й отдельной морской стрелковой бригады под командованием Василия Молева и подразделениями 10-й армии генерала Филиппа Голикова Скопин был освобождён.
В Скопине с декабря 1942 по сентябрь 1946 года дислоцировалось Телавское военное пехотное училище.
В послевоенные годы город становится важным промышленным центром Рязанской области. Возникают новые заводы: стекольный, гидрометаллургический, силикатного кирпича, электронасосов, автоагрегатный, строительных машин и другие.
Основные улицы
| Современное название | Историческое название (до 1917 года)              |
| -------------------- | ------------------------------------------------- |
| ул. Афиногенова      | Мясницкая ул.                                     |
| Базарная пл.         | Щепная пл.                                        |
| ул. Бирюзова         | 1-я Новая ул.                                     |
| ул. Боклевского      |                                                   |
| ул. Володарского     | Никольская ул.                                    |
| ул. Горького         | Подгорная ул. (Набережная ул., ул. Щемиловка)     |
| Данковская ул.       |                                                   |
| ул. Казимирова       |                                                   |
| ул. Карла Маркса     | Троицкая ул.                                      |
| ул. Комарова         |                                                   |
| Комсомольская ул.    | Хлебная ул.                                       |
| Красноармейская ул.  | 2-я Новая ул.                                     |
| пл. Ленина           | Хлебная пл. (Старая Базарная пл., Никольская пл.) |
| ул. Ленина           | Соборная ул. (Большая ул.)                        |
| ул. Лермонтова       | Мяснорядская ул.                                  |
| ул. Новикова         | 3-я Новая ул.                                     |
| Октябрьская ул.      | Садовая ул. (Солдатская ул.)                      |
| ул. Орджоникидзе     | 2-я Мещанская ул.                                 |
| ул. Пирогова         |                                                   |
| ул. Полетаева        | Сретенская ул.                                    |
| Поташная ул.         |                                                   |
| ул. Правды           | Дровяная ул.                                      |
| Пролетарская ул.     | 1-я Мещанская ул.                                 |
| ул. Пушкина          | 3-я Мещанская ул. (Богоявленская ул.)             |
| ул. Римского         | Горняцкая ул.                                     |
| Рязанская ул.        |                                                   |
| Советская ул.        | Ряжская ул.                                       |
| ул. Толстого         | Песочная ул.                                      |
| Трудовая ул.         | Верхняя ул. (Прудовая ул.)                        |
| Фабричная ул.        |                                                   |

## Население
| 1839    | 1856    | 1859    | 1869    | 1897    | 1913    | 1926    | 1931    | 1939    | 1959    | 1967    |
| ------- | ------- | ------- | ------- | ------- | ------- | ------- | ------- | ------- | ------- | ------- |
| 11 284  | ↘11 200 | ↗11 897 | ↘9511   | ↗13 247 | ↗14 700 | ↘10 114 | ↗11 800 | ↗13 250 | ↗17 957 | ↗21 000 |
| 1970    | 1979    | 1989    | 1992    | 1996    | 1998    | 2000    | 2001    | 2002    | 2003    | 2005    |
| ↗24 429 | ↗26 608 | ↗28 912 | ↘28 800 | ↘28 700 | ↘28 200 | ↘27 700 | ↘27 400 | ↘25 092 | ↗25 100 | ↗32 300 |
| 2006    | 2007    | 2008    | 2009    | 2010    | 2011    | 2012    | 2013    | 2014    | 2015    | 2016    |
| ↘31 900 | ↘31 600 | ↘31 300 | ↘30 836 | ↘30 376 | ↗30 400 | ↘29 582 | ↘28 862 | ↘28 092 | ↘27 444 | ↘26 805 |
| 2017    | 2018    | 2019    | 2020    | 2021    | 2023    | 2025    |         |         |         |         |
| ↘26 329 | ↘26 112 | ↘26 005 | ↘25 748 | ↘25 238 | ↗25 708 | ↘24 055 |         |         |         |         |

На 1 января 2025 года по численности населения город находился на 578-м месте из 1124 городов Российской Федерации.
Национальный состав
По итогам переписи населения 2020 года проживали следующие национальности (национальности менее 0,1 % и другое, см. в сноске к строке «Другие»):
| Национальность | Численность, чел. | Доля     |
| -------------- | ----------------- | -------- |
| Русские        | 23 510            | 93,15 %  |
| Киргизы        | 215               | 0,85 %   |
| Армяне         | 136               | 0,54 %   |
| Таджики        | 99                | 0,39 %   |
| Узбеки         | 72                | 0,29 %   |
| Украинцы       | 60                | 0,24 %   |
| Азербайджанцы  | 37                | 0,15 %   |
| Татары         | 32                | 0,13 %   |
| Другие         | 1077              | 4,26 %   |
| Итого          | 25 238            | 100,00 % |

## Административно-территориальное деление
Скопин является городом областного значения, которому подчинены 5 населённых пунктов, вместе образующих самостоятельное муниципальное образование городской округ город Скопин.
Городские районы
- Автозаводской
- Заречный
- Коготково
- Комсомольский
- Октябрьский[56][57].
- Металлург
- Стекольный

Подчинённые территории
- д. Гуменки;
- д. Ивановка;
- п. Красный Городок;
- д. Новиково;
- с. Старые Кельцы.

Референдум 1997 года
14 декабря 1997 года проводился референдум по объединению муниципалитетов Скопинского района и города Скопина в единое муниципальное образование.
В голосовании приняли участие 18,9 % от общего числа (28 тыс.) избирателей города. На вопрос референдума ответили: «Да» — 55,3 % от участвующих в голосовании, «Нет» — 41,9 %. В Скопинском районе явка составила 54,11 % от общего числа (25,8 тыс.) избирателей. За объединение высказались 62,06 % избирателей, участвовавших в голосовании, против — 35,11 %. Однако референдум не состоялся, и муниципалитеты так и не были объединены.

## Экономика
Предприятия
Главными градообразующими предприятиям города является Скопинский автоагрегатный завод и завод горно-шахтного оборудования. Помимо них в городе также располагаются предприятия пищевой промышленности — мясоперерабатывающий завод, производитель замороженных полуфабрикатов «Лина», фармацевтический завод, швейная фабрика и завод силикатов.
Скопин также славится своей фабрикой художественной керамики, продукция которой является одним из национальных народных промыслов Рязанской области.
Торговля
Торговые сети в городе представлены универсамами: «Магнит», «Дикси», «Пятёрочка» и «Рубль Бум». В городе также располагается сельскохозяйственный рынок и семь крупных торговых центров — «Новый Рынок», «Скопинский Евромаркет», «Бугровский», «Континент», «Плаза», «Океан» и «Корона».

## Транспорт
Скопин является одним из важных транспортных узлов Рязанской области. Рядом с городом проходит федеральная автодорога E 119 M6 «Каспий», в городе расположена одноимённая станция, находящаяся на железнодорожной магистрали Узловая — Ряжск.
Город обслуживают железнодорожный и автомобильный вокзалы. Последний связывает Скопин с Новомичуринском, Кораблино, Милославским, Ряжском, Рязанью, Тулой и Москвой.
В советское время действовал аэродром. С его помощью проводились авиационно-химические работы.

## Экология
Вследствие многолетней работы местного металлургического комбината «Металлург» в могильниках предприятия было захоронено около полутора тысяч тонн пылеобразных отходов с 80 % содержанием солей мышьяка. С учётом того, что пяти миллиграммов солей мышьяка достаточно, чтобы отравить человека, в могильниках находится более 200 миллиардов смертельных доз мышьяка.

## Образование
В Скопине располагаются 10 детских садов, 8 средних общеобразовательных школ, 5 школ искусств, дом детского творчества и студия эстрадного вокала.
Средние специальные учебные заведения представлены Скопинским электротехническим и Рязанским медицинским колледжами.

## Культура
Музеи
Визитной карточкой города является Скопинский краеведческий музей, имеющий несколько отделов, в том числе ботанический отдел, где собраны коллекции по растительности Рязанской области. С 2014 года действует Скопинский центр народных художественных промыслов и ремесел, внутри которого расположен Музей гончарства.
Гости города могут побывать в музее истории гончарного промысла на фабрике Скопинской художественной керамики и музее истории Подмосковного угольного бассейна.
Фестивали
Раз в два-три года проводится Международный фестиваль гончаров. В городе так же проходят: открытый международный фестиваль моноспектаклей «Белый свет», ежегодный межрайонный фестиваль «Играй, гармонь, звени, частушка!», межрайонный фестиваль народного костюма «Преданья старины глубокой», межрайонный фестиваль текстильных ремёсел, молодёжный слёт на территории Дмитриевского монастыря.
Театр «Предел»
Народный молодёжный театр «Предел» был создан в 1988 году. О названии театра его руководитель, заслуженный работник культуры РФ Владимир Дель сказал: «Предел — очень ёмкое понятие… это Родина, участь, судьба, напряжение сил в достижении цели». Основой репертуара является классика. Вступая в спор с традицией, театр пытается заново открыть для себя имена Пушкина, Салтыкова-Щедрина, Островского, Цветаевой, Достоевского, Чехова.
Ядро творческого коллектива в «Пределе» составляет семья: Владимир Дель — режиссёр, Ирина Дель — художник по костюмам, Илья Дель — их сын, актёр с 4-х лет. Ученики Владимира Деля получают актёрские профессии в знаменитых театральных вузах России: Училище им. Щепкина при Малом театре, Саратовской Консерватории им. Собинова, Санкт-Петербургской Театральной Академии, РАТИ (ГИТИС). За время существования театр становился Лауреатом и победителем более 70-ти театральных фестивалей Литвы, Германии, Украины, Франции, России.
Кинозал «Скопин»
С 7 декабря 2018 года действует современный кинозал.

## Туризм
В городе Скопине, столице гончарного промысла России, с развитием туристической инфраструктуры в 2017 году заметно увеличился туристический поток.
В настоящее время в муниципальном образовании функционирует 3 современные гостиницы, установлена система навигационных туристических указателей. За 2017 год объекты показа города посетили 13 112 человек из 34 областей, 73 городов России и зарубежья. В том числе из Германии, Нидерландов, Армении, Украины, Республики Беларусь, Кыргызстана, Республики Камерун.
Центр народных промыслов и ремесел
Это хорошо оборудованная площадка для реализации способностей мастеров и возможности всем желающим увидеть, как создаются произведения народного искусства. Особенность работы центра в том, что он продвигает и развивает не только гончарный, но и другие редкие промыслы — михайловское кружево, шиловскую лозу, кадомский вениз. Туристам, приезжающим в город Скопин, предлагается посетить горницы-экспозиции всех народных промыслов и ремёсел Рязанской области, экскурс в историю Скопинской художественной керамики с проведением мастер-классов ведущих гончаров Скопинского гончарного промысла, интерактивные программы во всех мастерских Центра, рассказывающие о секретах, истории и традициях различных промыслов Рязанской области.
Скопинская художественная керамика 
Один из трёх центров народной керамики на территории Российской Федерации. Залежи светлых гончарных глин, расположенных на месте теперешнего города Скопина, жители использовали, начиная с XII века. Возникновение декоративной керамики в Скопине исследователи относят ко второй половине XIX столетия. Тогда в городе начинают изготавливать глазурованную керамику сложной формы, включающей в себя скульптурные изображения птиц и животных. Спрос на декоративную скульптурную керамику привёл к возникновению современного производства. В настоящее время ЗАО «Скопинская художественная керамика» выпускает фигурные квасники и кумганы, подсвечники, сосуды-скульптуры, украшенные сложной лепниной, выполненные в виде диковинных зверей или птиц. Параллельно ведется работа по созданию авторских высокохудожественных произведений для музеев, выставок и на заказ.
На фабрике организована программа приема туристов, включающая экскурсию по предприятию, посещение музея истории промысла, мастер-класс с обучением гончарному делу. Оригинальные изделия скопинского художественного промысла являются своеобразной визитной карточкой Рязанской области.
Скопинская керамика представлена более чем в 40 музеях страны, в том числе в Музее керамики (Московская обл.), в Историческом музее (г. Москва), в Русском и Этнографическом музеях (г. Санкт-Петербург).
Скопинский краеведческий музей
На данный момент экспозиция Скопинского краеведческого музея достаточно обширна и включает в себя 8 тематических залов и 2 зала со сменными выставками.
В Зале археологии и древности находятся интереснейшие экспонаты, найденные во время археологических раскопок в районе. Здесь можно увидеть и бивни мамонтов, кости длинношерстных буйволов, ранее обитавших на этих территориях. Также в зале представлены орудия труда древних людей, фрагменты керамики и другое. Основная часть экспозиционных предметов относится к III—I тысячелетию до н. э.
Временные рамки Стрелецкого зала — это XV—XVIII века. Как следует из названия, здесь представлено различное оружие того времени: кольчуги, копья, наконечники стрел, есть среди них и огнестрельное оружие, пушка. Особую ценность этой экспозиции составляют древние монеты 28 века и прижизненная маска Петра I.
В Зале быта Скопина в XIX — начале XX вв. посетители музея смогут увидеть предметы быта скопинских крестьян XIX века. Очень интересны и представленные здесь женские крестьянские костюмы того времени. Также есть экспозиция, посвящённая и купеческому образу жизни этого времени. Здесь представлена мебель, одежда, красивейшая коллекция фарфора.
Кроме вышеперечисленных, в музее также действуют залы, посвящённые гончарному промыслу, ВОВ, шахтёрам и железнодорожникам (Скопинское предприятие железнодорожного транспорта, обслуживавшее шахты, было одним из крупнейших в РСФСР), просвещению и культуре.
Молодёжный театр «Предел» был создан в 1988 году. За 30 лет творческой деятельности он становился лауреатом и победителем многочисленных Всероссийских и Международных фестивалей в Германии и Литве, Франции и Латвии, Украине. Многие годы коллектив театра собирает Рязанские народные костюмы, изучает обряды и праздники родного края. Именно это и подтолкнуло творческий коллектив под руководством Владимира и Ирины Дель к созданию неповторимого и уникального проекта по истории костюма.
Димитриевский мужской монастырь
Димитриевский мужской монастырь расположен на высокой горе у села Дмитриева, на берегу реки Верды (95 км от Рязани и 45 км от Куликова поля). По преданию, на месте расположения монастыря располагалась деревянная часовня святого воина великомученика IV века Димитрия Солунского и келья отшельника.
По преданию, войска Дмитрия Донского, идя в поход на хана Мамая, остановились около часовни. Легендарный монах-воин, инок Троице-Сергиевского монастыря Александр Пересвет, готовясь к будущей битве на Куликовом поле, молился в келье отшельника и оставил там свой яблоневый посох. Посох Александра Пересвета хранился первоначально в алтаре, а затем за клиросом в особом футляре.
В Скопине плодотворно функционирует Туристский информационный центр, который был создан в сентябре 2016 года. В 2017 году сотрудники ТИЦ совместно с центром народных художественных промыслов и ремесел принимали участие в международных выставках в Москве («Интурмаркет» — март, «Ладья. Зимняя сказка — 2017» — декабрь). Туристским Информационным центром изготовлена рекламная продукция об основных объектах показа муниципального образования. Большой популярностью у туристов пользуется туристическая карта города с указанием местных достопримечательностей, объектов гостиничного бизнеса и питания.
В 2018 г. в Скопине планируется реализовать несколько проектов в сфере туризма. Среди них организация автобусной экскурсии в Димитриевский мужской монастырь на постоянной основе, создание аудиогидов по городу, создание проморолика г. Скопина.

## Физкультура и спорт
Хоккей
Скопин имеет давние хоккейные традиции. В феврале 1951 года состоялся 1-й чемпионат Рязанской области по хоккею с шайбой. В нём приняли участие две рязанские команды — «Динамо» и «Спартак», а также скопинский «Шахтёр». В зимнем сезоне 1951—1952 был проведен 2-й розыгрыш чемпионата области в два круга: первый на стадионе в Скопине, второй — на рязанском стадионе «Спартак».
Из всех районов области игра в хоккей с шайбой нашла плодотворную почву только в Скопине. Главная команда города «Шахтёр» участвовала во всех областных соревнованиях, а в 50-е годы в нём уже проводится первенство района. В сезоне 1952—1953 годов в нём приняли участие четыре команды: столько же команд, было в чемпионате города Рязани в том же сезоне. Также впервые проведена товарищеская встреча: в Скопин приехала команда из города Бобрик-Донской Тульской области. Соперники сыграли вничью — 6:6. В феврале 1953 года «Шахтёр» стал серебряным призёром финальных соревнований Центрального Совета своего спортобщества, уступив хоккеистам Новомосковска.
В сезоне 1954—1955 годов скопинцы впервые стали чемпионами области (в соревнованиях приняли участие рязанские команды «Динамо», «Спартак», «Наука», «Красное знамя», скопинский «Шахтёр» и дебютанты — хоккеисты Михайлова), а затем успешно выступили в зональном турнире первенства РСФСР. В Воронеже скопинские спортсмены пропустили вперёд одноклубников из Бобрика-Донского, фактически завоевав для Рязанской области место в классе «Б» чемпионата страны. Тренер «Шахтёра» Юрий Никитин, с именем которого связана вся история рязанского хоккея, стал одним из первых, кто начал развивать этот вид спорта в Рязанской области. Позже в 1955 году он продолжил развивать хоккей в качестве главного тренера рязанской команды мастеров. В знак признания его заслуг перед рязанским хоккеем, майка с его фамилией поднята под свод тренировочного катка в Рязани.
В чемпионате 1955?56 скопинский «Шахтёр» во второй раз стал чемпионом области, набрав 14 очков. В том же году команда «Шахтёр» выступила в зональных соревнованиях на первенство РСФСР. Соперниками были хоккеисты Петрозаводска, Тулы, Саратова, Калинина, Ростова и Пензы. Команда г. Скопин неоднократно становилась победителем и призёром чемпионата Рязанской области по хоккею с шайбой, а хоккеисты на протяжении многих лет призывались в сборную Рязанской области и города Рязани для участия в соревнованиях всесоюзного уровня.
В дальнейшем в чемпионате области с переменным успехом играли «Торпедо», представлявшее завод автоагрегатов, «Кристалл» от стекольного завода и побединский «Машзавод», который не доиграл сезон-1993/94. Детская команда Скопина и Скопинского района — неоднократный призёр областного турнира «Золотая шайба». Скопинский хоккей в связи с отсутствием всесезонной тренировочной инфраструктуры представлен любительскими командами. Губернатор Рязанской области Олег Ковалев неоднократно делал заявления по поводу необходимости строительства крытого ледового катка в Скопине.
Футбол
В 1996 году по инициативе руководства Скопинского автоагрегатного завода был создан футбольный клуб «Торпедо», а в 1998 году — построен стадион с одноимённым названием (сейчас принадлежит частному лицу). В 1996—2002 гг. ФК «Торпедо» (Скопин) принимал участие в чемпионатах и кубках Рязанской области по футболу, третьего дивизиона чемпионата России по футболу.
Лёгкая атлетика
В 1940—1950-х гг. скопинская спортсменка Валентина Воротникова установила несколько рекордов в беге и в прыжках в длину.
Лыжный спорт
Периодически проводятся соревнования по лыжным гонкам на призы спортивной семьи Раменских.
Мотоспорт
История скопинского мотоспорта берёт своё начало в 1957 году. Развитие мотокросса в Скопине происходило на базе дворца пионеров, позже ДОСААФ, а с 1990-х годов на базе МСТК «Юность» в селе Успенское.
Начиная с 1960-х годов, сначала на месте нынешнего Автозаводского микрорайона, а с 1976 года на трассе около деревни Ивановка проводятся традиционные Всероссийские соревнования по мотокроссу, посвящённые памяти Героя Советского Союза, Маршала Советского Союза, национального Героя Югославии Сергея Бирюзова. В разные годы соревнования проходили в рамках первенства СССР, чемпионата России высшей лиги, командного чемпионата России, первенства России среди юниоров.

## Связь
Интернет и мобильная связь
Доступ во всемирную сеть предоставляют компании Уфанет, Ростелеком и Дом.ру. Беспроводной интернет и сотовая связь представлен компаниями МТС, Билайн, МегаФон, Tele2 Россия, Yota.

## Средства массовой информации
Телевидение
В городе функционируют две телерадиокомпании — «РСТР» и «Вёрда». 15 мая 2015 года началось вещание первого мультиплекса цифрового эфирного телевидения. 14 декабря 2018 года началось вещание второго мультиплекса цифрового эфирного телевидения.
- 27 ТВК — Второй мультиплекс цифрового телевидения России
- 30 ТВК — Россия К / РСТ / Вёрда-ТВ
- 43 ТВК — Первый мультиплекс цифрового телевидения России

Радио
- 92.5 — (ПЛАН) Like FM
- 92.9 — Русское радио
- 102.7 — ТКР FM
- 105.5 — Радио Русский Хит
- 106.9 — Радио России / Радио Рязани
- 107.3 — Радио Пи FM

Пресса
Раз в неделю издаётся районная газета «Скопинский Вестник».

## Религия
Монастыри и церкви
Многие православные храмы и святыни были уничтожены в 1930—1950-е гг. До наших дней дошли:
- Свято-Дмитриевский мужской монастырь (1763 г.);
- Свято-Духов (Троицкий) монастырь (XIX в.); открыт с 20 июля 2013 года, основан в XIV веке[72][73].
- Сретенская церковь (1778—1790 г.)[74];
- Вознесенская церковь (1809 г.);
- Никольская церковь (1872 г.);
- Георгиевская церковь (1816 г.).

Скопинская епархия
Скопинская епархия образована 5 октября 2011 года выделением её территории из состава Рязанской епархии. 6 октября 2011 года Скопинская епархия была включена в состав новообразованной Рязанской митрополии. С 15 ноября 2015 года Скопинскую епархию возглавляет епископ Феодорит.

## Города-побратимы
- Беларусь,  Столин, с 2014.[76]

## Галерея
- Физкультурно-оздоровительный комплекс «Старт»
- Монумент в честь обороны г. Скопина
- Монумент погибшим в локальных конфликтах
- Памятник Петру и Февронии у Дворца культуры
- Бывшее Духовное училище
- Памятник В.И. Ленину
- Высоковольтная улица
- Средняя школа № 2
- Средняя школа № 1 (бывшее Реальное училище)
- Памятник С. С. Бирюзову
- Железнодорожный вокзал

## Люди, связанные с городом
- Композитор Анатолий Новиков — автор более 600 песен. На доме, в котором он родился, установлена мемориальная доска.
- Маршал Сергей Бирюзов — памятник ему стоит в центре города[77].
- Борис Сафонов — советский военачальник, генерал-майор, участник пяти войн.
- Сергей Хоружий — выдающийся российский физик-теоретик, математик, философ, богослов, переводчик, известен переводом на русский язык произведений Джеймса Джойса, в том числе знаменитого романа «Улисс».
- Борис Гарин — лётчик-штурмовик, Герой Советского Союза.
- Виктория Тарасова — российская актриса театра и кино, телеведущая.
- Владислав Сурков — российский государственный деятель.
- Виктор Мохов (также известный как «Скопинский маньяк») — российский преступник, похитивший в 2000 году двух несовершеннолетних девушек, 14 и 17 лет, и продержавший и насиловавший их в подвале почти 4 года.
- Евгений Антипов — российский программист, создатель цифровой платформы «Глаз Бога».
- Захар Прилепин — русский писатель, публицист и общественный деятель.